# محمد خونه ولد هيداله

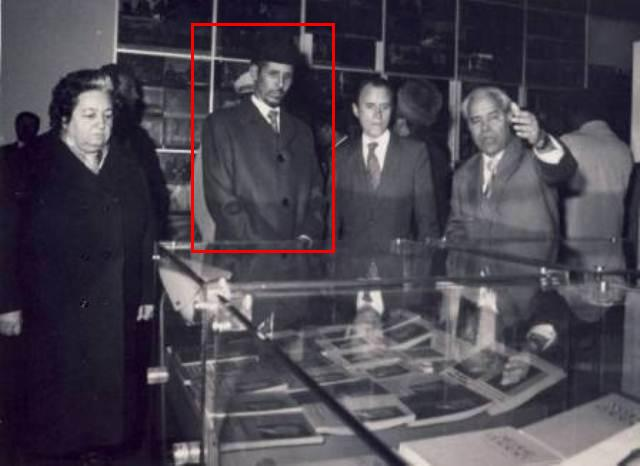
Mohamed Khouna Ould Haidalla

محمد خونه ولد هيدالة (1940 م في نواذيبو) رئيس موريتانيا ما بين الأعوام 1980 م 1984 م.

## حياته
بدأ حياته الدراسية من مدينة روصو وأكملها في السنغال حيث حصل على البكالوريا سنة 1961 م في داكار ودخل الخدمة العسكرية في العام التالي ليبدأ بذلك مسيرته العسكرية، شارك في حرب الصحراء وكان من ضمن القادة العسكريين الذين انقلبو في 10 يوليو 1978 م على الرئيس الراحل المختار ولد داداه، حيث كان يوصف بالرجل القوي في الحكومة العسكرية، تولى قيادة أركان الجيش لفترة ثم أصبح بعد ذلك وزيراً للدفاع.
في 31 من مايو 1979 م تولى رئاسة الوزراء خلفا للعقيد الراحل أحمد ولد بوسيف الذي توفي في حادث الطائرة الشهير فوق أجواء العاصمة السنغالية داكار.

## فترة حكمه
في 4 يناير 1980 تولى رئاسة اللجنة العسكرية للخلاص الوطني ورئاسة الدولة خلفا للعقيد محمد محمود ولد لولي في عملية لتبادل الأدوار بين العسكريين على السلطة، حيث احتفظ لنفسه بمنصب رئيس الوزراء ووزير الدفاع، وأجرى تعديلات في المناصب العليا في الحكومة كان من نتائجها إقالة نائب الرئيس العقيد أحمد سالم ولد سيد وبالتالي القضاء على كل المنافسين السياسيين، لعب دورًا مهمًا وحاسمًا في تطبيع وتحسين العلاقات بين بلاده والجزائر وأعرب عن تأييده لاعتراف منظمة الوحدة الإفريقية بالصحراء الغربية فقد استقبل في نفس السنة وفدًا من جبهة البوليساريو في نواكشوط التي اعترف بها ممثلًا شرعيًا ووحيدًا للشعب الصحراوي والتوقيع على معاهدة سلام ليضمن لبلاده الحياد التام من الصراع الدائر آنذاك وفي نفس الوقت قطع العلاقات مع المغرب وطرد قواتها من أكجوجت وأطار.
عرفت موريتانيا في بداية عهده محاولة انقلابية فاشلة يوم 16 مارس 1981 قادتها مجموعة من ضباط الجيش تلقوا الدعم من طرف النظام المغربي، قبض على المنفذين وأعدموا رميا بالرصاص بعد عشرة أيام في قاعدة اجريدة شمال نواكشوط.
شهدت فترته كذلك صدامات مع التيارات الناصرية والبعثية فقد نكل بهم وزج بالعشرات منهم في السجون.
بقي في الحكم حتى 12 ديسمبر 1984، عندما أطاح به انقلاب عسكري بقيادة قائد الجيش آنذاك العقيد معاوية ولد سيدي أحمد الطايع وهو في العاصمة البوروندية بوجمبورا لحضور القمة الأفريقية ولدى عودته اعتقل في مطار نواكشوط وأودع السجن الذي بقي فيه حتى 28 نوفمبر 1988.

## إنجازاته الداخلية
- إلغاء الرق
- الصرامة الكاملة في تسيير المال العام.
- إنشاء أول شركة للصيد في موريتانيا
- رفض التعامل بشكل قاطع مع المؤسسات النقدية الدولية.[5]

## إنتقادات
إضافة إلى حالة عدم الإستقرار التي تميزت بها فترة حكمه يأخذ عليه كثيرون أنه حول الجيش إلى قبضة مجموعة من الضباط تنحدر أساسا من منطقة الشمال  هي التي ما زالت تتحكم وتدير السلطة والجيش إلى يومنا هذا، ومما يأخذ عليه القسوة التي عامل بها قادة انقلاب 16 مارس 1981 م، حينما حكم عليهم بالإعدام الذي نفذ أيضا بكل قسوة، حتى في حق الضابط الجريح المصطفى ولد ابن المقداد الذي حمل من سريره في المستشفى إلى ساحة الإعدام وسجنه لشخصيات كثيرة ظلماً وعدوانا وتعذيبهم وكويهم بالنار للاعتراف بأمور لا أساس لها من الصحة. [بحاجة لمصدر]